# Lukáš Sochůrek
Lukáš Sochůrek (* 7. března 1996 Praha) je český lední hokejista hrající na pozici brankáře.

## Život
Svá mládežnická léta strávil v klubu HC Slavia Praha, za nějž nastupoval ve výběrech jak do 16 let, tak do osmnácti, respektive dvaceti let. V sezóně 2014/2015 si vyzkoušel severoamerickou soutěž Greater Metro Hockey League (GMHL), ve které nastoupil k celkem 24 utkáním, včetně zápasům playoff. Po sezóně se ovšem vrátil zpět do pražské Slavie, za jejíž výběr do 20 let nadále nastupoval.
Během sezóny 2016/2017 přešel na hostování do extraligové Plzně, v jejímž dresu nastoupil i k jednomu utkání v hokejové Lize mistrů. Převážnou část ročníku ale strávil na jiném hostování, a sice v HC Klatovy. I v následující sezóně odehrál převážnou část v Klatovech a výjimečně se objevil také v zápase v barvách plzeňského celku. Počínaje sezónou 2018/2019 nastupuje v prvním mužstvu pražské Slavie a pokud je třeba, formou hostování vypomáhá HC Letci Letňany, kteří tehdy hráli ve třetí nejvyšší soutěži v České republice.